# Kolkhozashen
Kolkhozashen (in armeno Կոլխոզաշեն?, in azero Arpadüzü) è una comunità rurale del distretto di Xocavənd, in Azerbaigian, fino al 2024 appartenente alla regione di Martuni nella repubblica dell'Artsakh (fino al 2017 denominata repubblica del Nagorno Karabakh).
Nel 2005 contava poco più di trecento abitanti e sorge nella parte occidentale della regione in zona collinare.